# تارمو لاهت
تارمو لاهت (بالإستونية: Tarmo Laht)‏ ولد في 22 مارس 1960م، وهو مهندس معماري إستوني.
ولد تارمو في كوريسار. تخرج من قسم الهندسة المعمارية في جامعة تالين للفنون في عام 1991م، ويعمل الآن في المكتب المعماري لشركة ألفر الهندسية.
تشمل الأعمال التي يقدمها تارمو متجر فيرم ومتجر دي لي جاردي ومبنى سيتي بلازا.

## أعماله
- مطعم في بيرتا، 1992م (مع أندريس ألفير ، تيت ترومال )
- مبنى سكني ، 1999م (مع أندريس ألفير)
- متجر دي لي جاردي متعدد الأقسام ، 2000م (مع أندريس ألفير ، تيت ترومال )
- مبنى سكني في كادريورج ، 2000م (مع أندريس ألفير ، سفين كوبل)
- قاعة الرياضة في ووديمان صالة للألعاب الرياضية في هبسالو، 2001م (مع تيت ترومال ، أندريس ألفير ، إندريك رونكلا )
- متجر حديد متعدد الأقسام ، 2002م (مع تيت ترومال ، أندريس ألفير ، إندريك رونكلا ، أولا سار ، مارتن ميليورانسكي)
- سيتي بلازا ، 2005م (مع تيت ترومال ، أندريس ألفير ، إندريك رونكلا ، أولا سار ، مارتن ميليورانسكي)